# NGC 1163
NGC 1163 è una galassia a spirale barrata vista di taglio e situata nella costellazione dell'Eridano, a una distanza di circa 101 milioni di anni luce dalla nostra Via Lattea.

## Scoperta
La galassia è stata scoperta il 31 ottobre 1885 dall'astronomo statunitense Francis Leavenworth.

## Descrizione
NGC 1163 ha una classe di luminosità II-III e presenta una larga riga a 21 cm dell'idrogeno neutro.